# Cross (fiume)
Il Cross (in inglese Cross River, o localmente Oyono) è un fiume lungo 489 km che scorre attraverso il Camerun e la Nigeria per sfociare nel golfo di Guinea nei pressi della città nigeriana di Calabar, capitale dello stato di Cross River.
Il corso d'acqua nasce sui monti Bakossi nell'ovest del Camerun. Come avviene per altri fiumi africani, anch'esso, alimentato da forti piogge, diviene presto un fiume imponente. Nel corso dei suoi ultimi 80 km verso il mare, attraversa una zona di foresta pluviale paludosa nella quale scorrono numerosi torrenti e forma un delta, lungo 50 km e largo 20, situato tra le città di Oron, sulla sponda occidentale, e Calabar, su quella orientale, nei pressi della sua confluenza con il fiume Calabar. La parte sud-orientale di questo delta è situata in territorio camerunese.
Suo affluente principale è il fiume Aloma, proveniente da nord, dallo stato di Benue.